# 진공 청소기

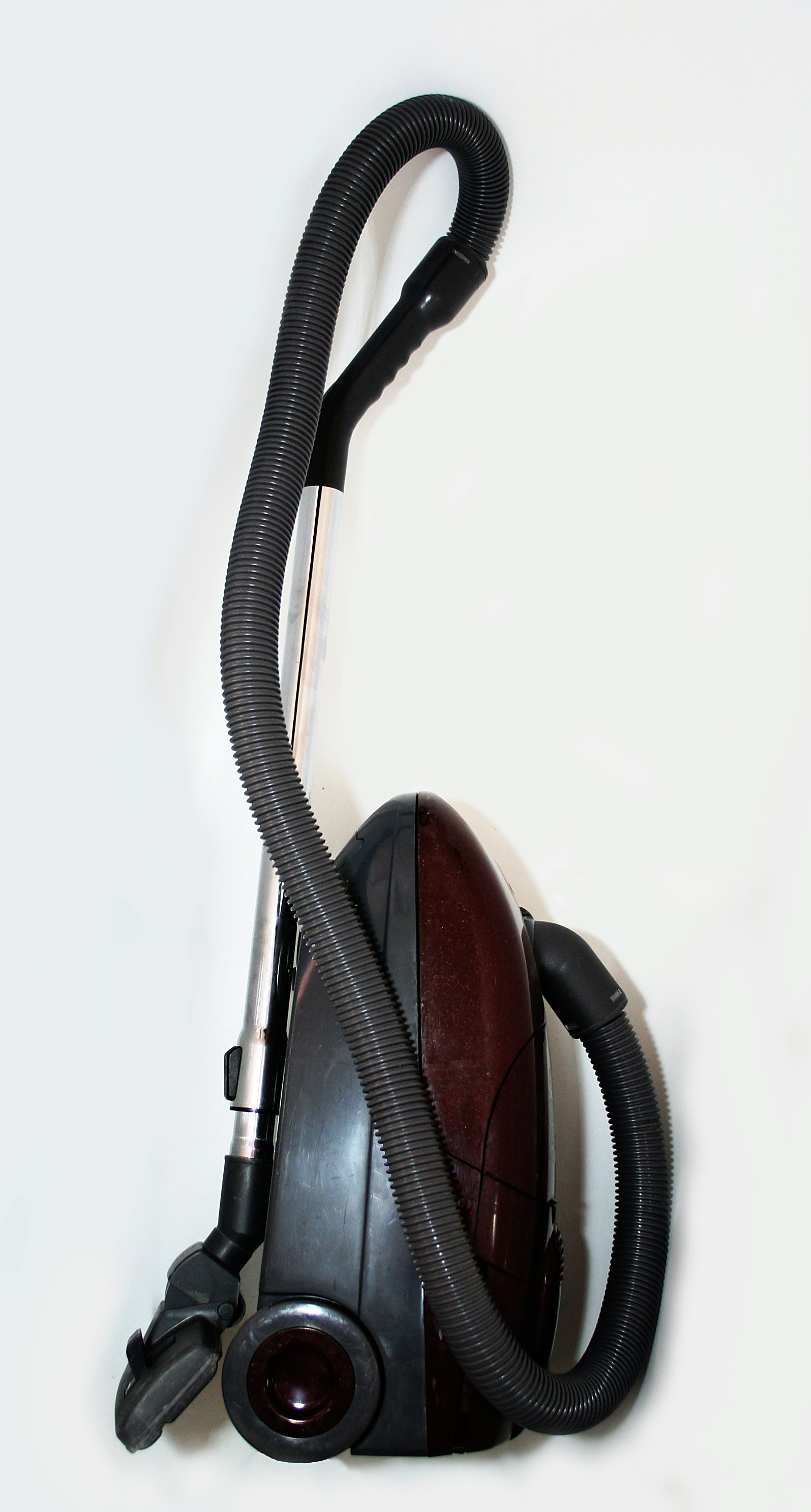
진공 청소기

진공 청소기(眞空淸掃機)는 전동기의 전기에너지에 의한 공기의 압력차를 이용해 티끌과 먼지를 흡수하는 청소 기구이다. 1901년 허버트 부스가 실용적인 모델을 처음으로 개발하였다. 청소기 내부가 진공 상태에 가까워진다고 해서 진공청소기라고 부른다.

## 역사
진공 청소기는 카펫 청소기와 수동 진공 청소기로부터 발전하였다. 최초의 수동 모델은 1860년대에 개발되었으며 전동기 방식의 최초의 디자인은 20세기 들어 등장했으며 그후 처음 10년 간 호황기였다.

## 내부
공기 흡입구, 모터, 프로펠러(회전 날개), 필터, 먼지받이, 케이스, 배기구 등으로 흡입구는 방이나 마루 등을 구석구석 청소할 수 있도록 끝이 뾰족하게 생겼으며 방이나 마루 등 각각의 장소에 알맞은 솔을 붙여 사용할 수 있다. 플라스틱 관과 잘 구부러지는 고무 호스로 본체로 연결되어 있다.

## 원리
공기의 압력을 이용해 청소를 한다. 먼저 1분에 만 번 이상의 프로펠러를 강하게 회전시켜 호스 속의 공기를 밖으로 뽑아내어 청소기 내부를 진공 상태로 만든다. 기계 안의 압력이 줄어들면 흡입력이 생기고, 대기의 무게 때문에 생기는 바깥쪽 공기의 압력은 기계 안의 압력보다 높다. 이 압력차 때문에 먼지와 찌꺼기는 공기와 함께 대기압이 낮은 호스 속으로 들어간다. 액체나 기체는 그 무게 때문에 압력을 갖게 되었고, 액체나 기체 내부의 면(面)이나 용기의 면에 이 무게가 작용할 때, 내부의 면이나 용기의 면에는 압력이 생길 수 있다. 대기 중의 공기도 대기권처럼 높이 쌓이면 무게가 크기 때문에 큰 압력을 가지더라도 이 압력차이를 이용하면 물체를 움직이거나, 물이나 기름 등의 액체와 기체를 흐르게 할 수 있다. 큰 힘을 내기 위해서 기계의 내부에 설치하는 유압 장치도 이 압력차를 이용한 것이다. 화장실의 물탱크는 압력차를 이용해 물을 위쪽으로 흐르게 한 것이다. 물이 사이펀 관을 돌아서 다른 쪽 관으로 떨어지기 시작하면 물탱크 속 윗쪽에서 아랫쪽으로 눌러 주는 공기의 압력 때문에 남아 있는 물이 흐를 수 있다.

## 같이 보기
- 로봇 청소기